# Марле, Оливье
Оливье Марлекс (фр. Olivier Marleix; 6 февраля 1971, Булонь-Бийанкур — 7 июля 2025, Ане) — французский политик, член партии «Республиканцы» (LR). С 2012 по 2025 год был депутатом Национального собрания Франции от 2-го округа департамента Эр и Луар. С 2022 по 2024 год возглавлял парламентскую группу «Республиканцы».

## Биография

### Образование и ранняя карьера
Оливье Марлекс окончил Институт политических исследований в Париже в 1992 году и получил степень DEA по публичному праву в Университете Оверни в 1994 году.

### Политическая деятельность
С 1989 по 1995 год был членом центрального комитета партии RPR. В 1995 году возглавлял комитет молодых сторонников кандидатуры Эдуара Балладюра и был президентом «Союза молодежи за прогресс» до 1997 года.
С 2008 по 2017 год занимал пост мэра города Ане. В 2012 году был избран депутатом Национального собрания Франции от 2-го округа департамента Эр и Луар и переизбирался в 2017, 2022 и 2024 годах.
С 2009 по 2011 год работал техническим советником в администрации президента Николя Саркози, а также был советником министров Брис Ортефё и Клода Геана.
В 2020 году получил «Этическую премию» от организации Anticor за руководство парламентской комиссией по расследованию продажи энергетического подразделения Alstom компании General Electric в 2014 году.

### Смерть
7 июля 2025 года Оливье Марлекс был найден мёртвым в своём доме в Ане. По официальной версии, причиной смерти стало самоубийство через повешение. Политики различных партий выразили соболезнования, отметив его приверженность идеалам голлизма и защите национального суверенитета.

## Публикации
- Ce bon docteur Taugourdeau, 30 ans de politique en Eure-et-Loir (2007)
- Sarkozy : la vérité, c’est maintenant (2014)
- Les liquidateurs, ce que le macronisme inflige à la France et comment en sortir (2021)